# Palkia
Palkia (Japans: パルキア Palkia) is een legendarische Pokémon die voor het eerst voorkwam in Pokémon Pearl-versie. Deze Pokémon maakt deel uit van de vierde generatie Pokémon. Palkia staat niet zoals Dialga voor tijd, maar voor ruimte. Palkia heeft net als Dialga de uitstraling van een dinosaurus. Palkia is gebaseerd op een Plateosaurus. Palkia's schouderornamenten zijn zware parels, die overeenkomen met de Pearlversie. Palkia heeft ook een paar paars-roze strepen over het lichaam lopen. Palkia heeft een soort vleugels op de rug die open kunnen. De geschiedenis van de Sinnoh-regio zegt dat Palkia gemaakt is door Arceus, toen de ruimte vorm begon te krijgen. Samen met Dialga (Tijd) en Giratina (Materie en Antimaterie) maakt Palkia deel uit van het scheppingstrio.
Palkia is te vangen in verschillende games. Waaronder: Pearl, Platinum, HeartGold, Soulsilver Omega Ruby, Alpha Sapphire en Ultra Moon.Palkia is in Pearl op dezelfde manier als Dialga te vangen in Diamond. Palkia wordt opgeroepen door de leider van Team Galactic, Cyrus, die hoopt dat Palkia voor hem een nieuw universum zal maken op de Spear Pillar bovenop Mt. Coronet. Palkia wordt tegengehouden door Uxie, Mesprit en Azelf, wiens krachten afnemen. Hierdoor kan de speler Palkia verslaan of vangen. Palkia's hoofdaanval heet Spacial Rend. Dit is een krachtige drakenaanval.
In Pokémon Platinum neemt Palkia een passievere rol aan. Palkia verschijnt eventjes op Spear Pillar wanneer Cyrus Palkia en Dialga beide oproept om de wereld opnieuw te scheppen in zijn beeld. Palkia kan later worden gevangen op Spear Pillar als de Lustrous Orb gevonden is door de speler diep in Mt. Coronet.
Doordat Palkia een Water/Draak-soort is, is Palkia zwak tegenover dragontype-aanvallen en fairytype-aanvallen. Palkia is echter wel sterk tegenover fire-, water- en steeltype-pokemon.
Palkia zit samen met Dialga en Darkrai in de tiende Pokémonfilm: The Rise of Darkrai.

## Pokémon TGC (Trading Card Game)
Er bestaan 16 verschillende Palkia-kaarten in de Pokémon TCG. Bijna alle Palkia-kaarten hebben het type Water als element. Er zijn er een paar die het type Dragon hebben als element.

### Palkia (Diamond and Pearl 11/130, Great Encounters 26/106 en DP Black Star Promos DP27)
Palkia (Japans: パルキア Palkia) is een Water-type basis Pokémonkaart. Deze versie van de Palkia-kaart werd gebruikt in de Diamond and Pearl, Great Encounters en de DP Black Star Promos-expansies voor de Pokémon TGC. Dit was de eerste Palkia-kaart die ooit gemaakt was. Palkia heeft een HP van 90. Palkia kent de aanvallen: Spacial Rend en Transback. Er is geen verschil tussen de drie versies in aanvallen/type/hp. Het enige dat veranderd is zijn de illustraties.

### Palkia (Majestic Dawn 11/100)
Palkia (Japans: パルキア Palkia) is een Water-type basis Pokémonkaart. Het maakt deel uit van de Majestic Dawn expansie. Hij heeft een HP van 100. Palkia heeft het voorwerp Lustrous Orb vast en kent de aanvallen Zone Shift en Pearl Blast. Lustrous Orb is een voorwerp in de spellen die enkel bij Palkia een effect heeft.

### Palkia (Platinum 5/13)
Palkia (Japans: パルキア Palkia) is een Water-type-basis Pokémonkaart. Het werd toegevoegd in de Platinum expansie. Palkia heeft 100 HP. Palkia heeft de volgende aanvallen: Tsunami en Water Pulse. Deze versie van Palkia was de eerste keer dat Palkia in de TGC gezien werd als onderdeel van de Pokémon Platinum-kaartgeneratie.

### Palkia (Call of Legends 19/95)
Palkia (Japans: パルキア Palkia) is een Water-type basis Pokémonkaart. Het was toegevoegd in de Call of Legends expansie. Palkia heeft 100 HP. Palkia heeft de Wormhole-aanval. Deze versie van Palkia had een tweede versie waarin Palkia de shiny kleuren had; deze werd uitgebracht als promo voor de film Darkrai.

### Palkia (XY Black Star Promos XY75)
Palkia (Japans: パルキア Palkia) is een Water-Type basis Pokémonkaart. Het was toegevoegd in de XY Black Star Promos expansie. Palkia heeft 120 HP. Palkia heeft de volgende aanvallen: Wave Splash en Cross Slicer. Deze Palkia kaart is compleet ingekleurd. 

### Palkia (Shining Legends 24/73)
Palkia (Japans: パルキア Palkia) is een Water-Type basis Pokémonkaart. Het was toegevoegd in de Shining Legends expansie. Palkia heeft 130 HP. Palkia heeft de volgende aanvallen: Spiral Drain en Aqua Blade. Er bestaat een Japanese versie van deze kaart die geen holo-filter heeft.

### Palkia LV.X (Great Encounters 106/106, DP Black Star Promos DP18)
Palkia (Japans: パルキア Palkia) is een Water-Type Level-Up Pokémonkaart. Je kan deze versie van Palkia spelen door het op een basis Palkia kaart te plaatsen. Palkia LV.X heeft 120 HP. Dit was de eerste VL.X Plakia kaart. Er is geen verschil tussen de Great Encounters en DP Black Star Promos naast een andere illustratie.

### Palkia G (Platinum 12/127)
Palkia (Japans: パルキアG[ギンガ] Palkia G [Galactic] is een Water-Type basis Pokémonkaart. Deze versie van Palkia is een G versie. Dit betekent dat dit een Palkia is dat een Team Galactic toebehorende Pokémon is. Palkia heeft 100 HP. Palkia heeft de volgende aanvallen: Splashing Turn en Pearl Breath. Palkia speelt in de spellen een grote rol in verband met Team Galactic, hoewel ze Palkia nooit gevangen hebben Dit was de eerste Team Galactic-versie van Palkia.

### Palkia G LV.X (Platinum 125/127)
Palkia (Japans: パルキアG[ギンガ] Palkia G [Galactic]) is een Water-type Level-Up Pokémonkaart. Je kan deze versie van Palkia spelen door hem op een basis Palkia G-kaart te plaatsen. Deze versie van Palkia is een G-versie. Dit betekent dat dit een Palkia is dat een Team Galactic toebehorende Pokémon is. Het maakt deel uit van de Platinumexpansie. Palkia heeft een HP van 120. Hij kent de Poké-POWER Lost Cyclone en de aanval Hydro Shot. Palkia speelt in de spellen een grote rol in verband met Team Galactic, hoewel ze Palkia nooit gevangen hebben.

### Palkia M (Movie Commemoration Random Pack 8/22)
Palkia (Japans: パルキアM[ムービー] Palkia M [Movie]) is een Water-type-basis Pokémonkaart. Het was toegevoegd in de Japan-exclusieve Movie Commemoration Random Pack-expansie. Deze kaart is alleen te verkrijgen in Japan. Palkia heeft 90 HP. Palkia heeft de Cut in Two aanval. 

### Palkia & Dialga LEGEND (Triumphant 101/102 en 102/102)
Palkia & Dialga LEGEND (Japans: パルキア＆ディアルガＬＥＧＥＮＤ Palkia & Dialga LEGEND) is een dual-type Water/Steel LEGEND Pokémonkaart. Je kan deze versie van Palkia spelen als je de bovenkant en de onderkant in je bench hebt. Palkia & Dialga hebben de volgende aanvallen: Sudden Delete en Time Control. Ze waren toegevoegd in de Triumphant-expansie. Dit was de eerste LEGEND Palkia-pokémonkaart.

### Palkia EX (Plasma Blast 66/101)
Palkia EX (Japans: パルキアEX PalkiaEX) is een Dragon-type EX basis Pokémonkaart. Palkia heeft 180 HP. Palkia heeft de volgende aanvallen: Strafe en Dimensional Heal. Het was toegevoegd in de Plasma Blast-expansie. Dit was de eerste EX Palkia Pokémonkaart.

### Palkia EX (BREAKpoint 31/122)
Palkia EX (Japans: パルキアEX PalkiaEX) is een Water-type EX basis Pokémonkaart. Palkia heeft 180 HP. Palkia heeft de volgende aanvallen: Aqua Turbo en Pearl Hurricane. Het was toegevoegd in de BREAKpoint-expansie. 

### Palkia GX (Ultra Prism 101/156)
Palkia GX (Japans: パルキアGX PalkiaGX) is een Water-type GX basis Pokémonkaart. Palkia heeft 180 HP. Palkia heeft de volgende aanvallen: Spatial Control, Hydro Pressure en Zero Vanish-GX. Het was toegevoegd in de Ultra Prism-expansie. Dit was de eerste GX-versie van Palkia.

### Palkia GX (Forbidden Light 20/131)
Palkia GX (Japans: パルキアGX PalkiaGX) is een Water-type GX basis Pokémonkaart. Palkia heeft 180 HP. Palkia heeft de volgende aanvallen: Spatial Control, Hydro Pressure en Zero Vanish-GX. Het was toegevoegd in de Forbidden Light-expansie.

### Arceus & Dialga & Palkia GX (Cosmic Eclipse 156/236)
Arceus & Dialga & Palkia GX  (JapaNS: アルセウス&ディアルガ&パルキアGX Arceus & Dialga & PalkiaGX) is een Dragon-type basis Tag Team-GX Pokémonkaart. Palkia heeft 280 HP. Palkia heeft de volgende aanvallen: Ultimate Ray en Altered Creation-GX. Dit is een zeldzame kaart met Palkia, Dialga en Arceus samen. Het was toegevoegd in de Cosmic Eclipse-expansie. Dit was de eerste Tag Team-GX-versie van Palkia.